# هنري بيديمو

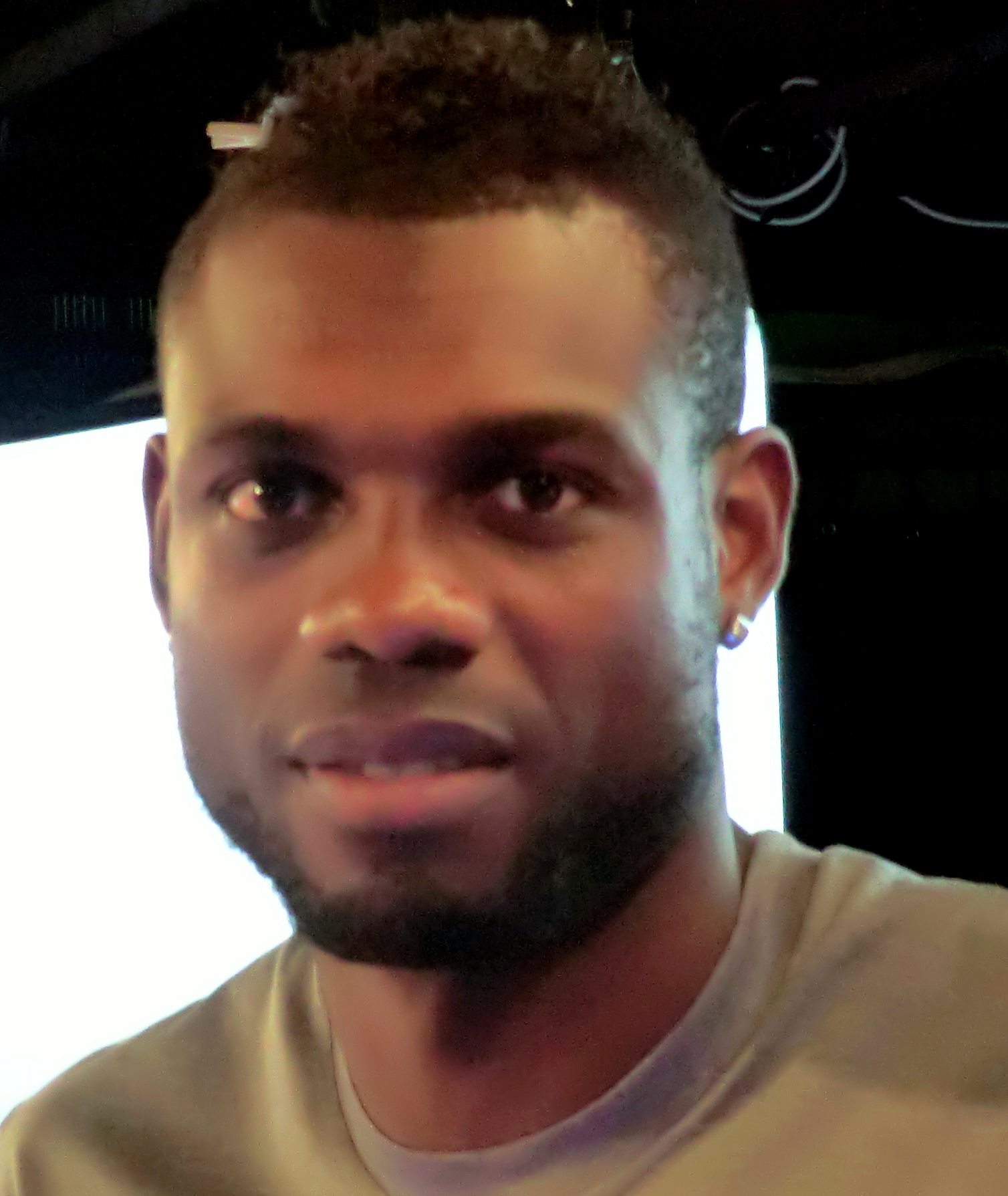
هنري بيديمو

هنري بيديمو (بالفرنسية: Henri Bedimo)‏ (مواليد 4 يونيو 1984 في دوالا - الكاميرون) لاعب كرة قدم كاميروني يلعب حاليا لصالح نادي الدرجة الأولى نادي أوليمبيك ليون الفرنسي منذ 2013 في مركز الظهير الأيسر .

## روابط خارجية
- هنري بيديمو على موقع الاتحاد الدولي (مؤرشف)  (الإنجليزية)
- هنري بيديمو على موقع رابطة كرة القدم الفرنسية للمحترفين (الإنجليزية)
- هنري بيديمو على موقع قاعدة بيانات كرة القدم.إي يو (الإنجليزية)
- هنري بيديمو على موقع ليكيب (الفرنسية)
- هنري بيديمو على موقع ناشيونال فوتبول تيمز (الإنجليزية)
- هنري بيديمو على موقع Soccerway.com (الإنجليزية)
- هنري بيديمو على موقع كووورة
- هنري بيديمو على موقع AS.com (الإسبانية)